# Cayo de los Pájaros
Cayo de los Pájaros es una isla rodeada de cientos de mogotes, este cayo es una parada obligada para los visitantes, que se acercan a conocer los atractivos del Parque nacional Los Haitises, en la República Dominicana. Cientos de pájaros, algunos exhibiendo particulares y grandes bolsas rojas en el pecho, revolotean todo el tiempo sobre los arbustos. Todavía no se sabe por qué los pájaros del Parque lo prefieren, cuando disponen de más de 60 cayos y mogotes que disfrutar.